# USS Panay (PR-5)
Pour les autres navires du même nom, voir USS Panay.
L'USS Panay (PR–5) était une canonnière de l’United States Navy de la Yangtze Patrol stationnant en république de Chine au début de la guerre sino-japonaise.

## Historique
Lors de l'avancée japonaise sur Nankin, la canonnière participant à l'évacuation des ressortissants étrangers de la ville est délibérément coulée à la suite de l'action du colonel de l'armée impériale japonaise, Kingoro Hashimoto, qui, après avoir canonné sans résultat le navire la veille, fait appel au Service aérien de la Marine impériale japonaise, le 12 décembre 1937, pour l'envoyer par le fond.
Ce militaire était membre d'une société secrète ayant pour objectif d'éliminer toute influence civile dans le gouvernement japonais. Il estimait nécessaire pour cela de provoquer une guerre avec les États-Unis.
La marine impériale japonaise, après avoir vérifié son ordre, déclencha son attaque à 13 h 27. Le navire accompagné par 3 petits pétroliers de la Standard Oil, les Mei Ping, Mei An, et Mei Hsia fut touché par 2 des 8 bombes de 60 kg lâchées par 3 bombardiers Yokosuka B4Y Type-96 et mitraillé par 9 chasseurs Nakajima A4N Type-95 jusqu'à ce qu'il sombre à 15 h 54.
Malgré l'attaque causant la mort de deux marins et d'un civil, ainsi qu'une quarantaine de blessés, l'affaire ne dégénère pas car le gouvernement de Tokyo exprime immédiatement des excuses et offre des réparations, le 22 avril 1938. D'autre part, l'isolationnisme américain, soutenu par l'immense majorité de l'opinion publique, empêche toute éventuelle réaction militaire.

## Voir aussi

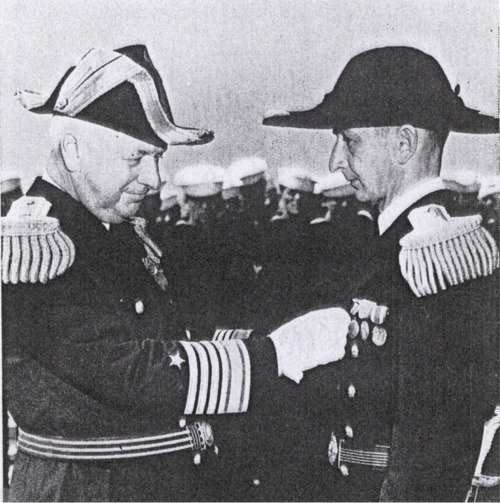
Le Vice Admiral Edward C. Kalbfus remet la Navy Cross pour héroïsme extraordinaire au Lt. Arthur Ferdinand Anders, officier en second ("Executive Officer") de l'USS Panay lors de l'attaque.